# Mišići (Bar)
Pour les articles homonymes, voir Mišići.
Mišići (en serbe cyrillique : Мишићи) est un village du sud du Monténégro, dans la municipalité de Bar.

## Démographie

### Évolution historique de la population
| 1948 | 1953 | 1961 | 1971 | 1981 | 1991 | 2003 |
| ---- | ---- | ---- | ---- | ---- | ---- | ---- |
| 111  | 114  | 126  | 149  | 144  | 148  | 253  |